# Ala bianca/Mille e una sera
Ala bianca/Mille e una sera è il 13° singolo del gruppo musicale Nomadi, pubblicato in Italia nel 1970 dalla Columbia. Fu il loro primo singolo stereofonico.

## Descrizione
Il lato A, Ala Bianca, è la cover del brano Sixty Years On di Elton John, con il testo in italiano scritto da Luigi Albertelli; il lato B era la sigla della trasmissione televisiva Mille e una sera.

## Tracce
1. Ala bianca – 2:37 (testo: Luigi Albertelli – musica: Elton John)
2. Mille e una sera – 2:59 (Luigi Albertelli, Beppe Carletti, Dembrao Gilocchi)

Durata totale: 5:36